# Asteromella platanoidis
Asteromella platanoidis är en svampart som först beskrevs av Pier Andrea Saccardo, och fick sitt nu gällande namn av Franz Petrak 1925. Asteromella platanoidis ingår i släktet Asteromella, klassen Dothideomycetes, divisionen sporsäcksvampar och riket svampar.   Inga underarter finns listade i Catalogue of Life.